# Mega Man Universe
Mega Man Universe è un videogioco della serie Mega Man mai pubblicato. Originariamente annunciato nel luglio 2010 per Xbox Live e PlayStation Network, lo sviluppo del gioco è stato ufficialmente dichiarato interrotto il 31 marzo 2011.

## Sviluppo
La produzione del gioco è iniziata tra marzo e aprile 2010 con la distribuzione di un trailer nel settembre dello stesso anno.
Mega Man Universe doveva essere ispirato a Mega Man 2 con la possibilità sia personalizzare il protagonista che di creare nuovi livelli, grazie ad un editor di livelli dotato di meccanismi per prevenire la creazione di livelli impossibili da superare, che è stato successivamente paragonato a Super Mario Maker. Oltre a Mega Man era stata suggerita la presenza di altri personaggi Capcom tra cui Ryu di Street Fighter e Arthur da Ghosts 'n Goblins.
Nell'ottobre 2010 Keiji Inafune si è licenziato da Capcom. Inafune ha dichiarato di essere "molto deluso" della cancellazione del gioco, che è iniziata da parte di Capcom subito dopo il suo allontanamento.
In occasione dell'annuncio Kotaku ha elencato come possibile causa dell'interruzione dello sviluppo di Mega Man Universe, oltre al licenziamento di Inafune, il terremoto del Tōhoku del 2011. Secondo il vicepresidente Christian Svensson, nonostante l'avanzato stadio della produzione, in Capcom non erano soddisfatti della qualità del prodotto.